# Eva, ¿qué hace ese hombre en tu cama?
Eva, ¿qué hace ese hombre en tu cama? (rotulada como ¡Eva! ¿Qué hace ese hombre en tu cama?, y también conocida como Qué bravas son las solteras) es una película cómica de 1975 de coproducción entre México, España y Puerto Rico, dirigida por Tulio Demicheli y protagonizada por Manolo Escobar, Paca Gabaldón, Iris Chacón, Olga Breeskin, Jorge Lavat y Antonio Garisa. El guion está basado en la obra de teatro homónima de Julio Amussen.

## Argumento
Manolo Durán (Manolo Escobar) es un cantante y compositor español que se enamora de una joven cuyas fotos aparecen en un calendario, hasta el punto que sufre de alucinaciones constantes y cree verla en todas partes. Al mismo tiempo, discute a gritos con la vecina que vive debajo de su apartamento cada vez que Manolo intenta componer música, porque a ella le molesta mucho el sonido del piano. Manolo finalmente viaja a Puerto Rico al enterarse de que la modelo del calendario realizó las fotos allí. En la isla descubre que la mujer que buscaba, Eva (Paca Gabaldón), es justamente la vecina con la que discutía a gritos sin verse. Desde ese momento, Manolo y Eva pasarán por varias aventuras y enredos que incluyen a Salomé (Olga Breeskin), la desequilibrada exnovia de Manolo que lo persigue con una pistola; a César (Jorge Lavat), el novio de Eva; a Cleotilde (Iris Chacón), una extrovertida joven amiga de Eva que se cruza en el camino de Manolo; y a Crisanto (Antonio Garisa), el adinerado padre de Cleo.

## Reparto
- Manolo Escobar como Manolo Durán.
- Paca Gabaldón como Eva (acreditada como Mary Francis).
- Jorge Lavat como César.
- Olga Breeskin como Salomé.
- Iris Chacón como Cleotilde o Cleo (acreditada como Iris Chacon "La Vedette de América").
- Antonio Garisa como Crisanto.
- Adalberto Rodríguez como camarero (acreditado como Machuchal) [voz de Antonio Ozores en el doblaje castellano]
- Luis Sánchez Polack como médico perturbado (acreditado como L. Sánchez Polak "Tip").

## Banda sonora
La película incluye, entre otras, las canciones «¿Dónde está Eva?», «Buscando el camino», «Bórrame», «Que guapa estás», «La niña de los ojos verdes», «La ruleta», interpretadas por Manolo Escobar.

## Recaudación
La película fue estrenada el 24 de noviembre de 1975 en los cines Bilbao, Vergara, Victoria y Consulado de Madrid en España, y su recaudación total fue de € 507 440,31. La película se situó en el puesto 19.° de las 25 películas españolas más taquilleras de 1970-1975.